# Sztuka powieści
Sztuka powieści – zbiór esejów Milana Kundery, po raz pierwszy opublikowanych w 1986 roku (pierwsze polskie wydanie: 1991). Został napisany w języku francuskim. Zawiera siedem tekstów, w których Kundera przedstawia swoją koncepcję powieści europejskiej.